# Matteo Maria Boiardo
Matteo Maria Boiardo, italijanski renesančni pesnik in dramatik, * 1434, Scandiano, † 20. december 1494.